# 李珵器
李 珵器（イ・ジョンギ、朝鮮語: 이정기/李珵器、1914年または1915年12月28日 - 1966年8月13日）は、大韓民国の実業家、政治家。制憲韓国国会議員。
漢字表記は李程器とも。

## 経歴
日本統治時代の全羅北道南原郡（現・全北特別自治道南原市）またはソウル出身。普成専門学校法科（現・高麗大学校）卒。1942年より南朝鮮商業株式会社取締役・理事を務め、光復後は三光工業株式会社取締役、ソウル文化社社長、朝鮮民族青年団南原郡団長を務めた。1948年の初代総選挙で朝鮮民族青年団の候補として当選し、国会財政経済委員を務めた。
晩年は貧困と持病に苦しんでおり、治療もまともに受けられずに1966年8月13日未明、ソウル仁旺山麓のテントで死去。52歳没。

## エピソード
1939年、求礼郡山洞面の各機関に千円を寄付した。